# Картофельный суп
Его умеет готовить Ангела Меркель, для миллионов немцев это одно из трёх любимых блюд.
Картофельный суп — суп, основным ингредиентом которого является картофель. Заправочные картофельные супы готовят мясными, рыбными и вегетарианскими, в некоторых рецептах с добавлением круп, макаронных или мучных изделий.
В России картофельные супы были едва ли не самыми популярными в бедных семьях, их готовили с горохом, щавелем, фасолью и грибами. Картофельный суп — традиционное блюдо в австрийской и немецкой кухнях, при густой консистенции блюдо называется картофельным айнтопфом. В чешской кухне картофельный суп брамборачка считается самым главным из первых блюд.
Рецепты картофельного супа различаются по регионам. Обычно картофель отваривается вместе с другими овощами, например, морковью, сельдереем и репчатым луком в подсоленной воде или бульоне. Овощи в картофельный суп берут по сезону. Когда картофель сварится, его разминают в пюре с помощью картофелемялки. В зависимости от рецепта в картофельный суп добавляют кубики шпика, жареный лук и свежую петрушку. В качестве пряностей также используют другую зелень, капсикум и чёрный перец. К картофельному супу часто подают боквурст, венские сосиски, тефтели, печёночную, охотничью и другие виды колбасы, а также хлеб или булку, которые крошат в суп.
В Северной Германии картофельный суп в слегка разных рецептах является стандартным блюдом, которое готовят дома. Мекленбургский картофельный суп называется «картофель со сливой», в него помимо овощей добавляют касселер или бекон и чернослив. Такой оригинальный вкус сильно солёного картофельного супа со сладкими добавками помимо Мекленбурга любят в Шлезвиг-Гольштейне. В баденской кухне, в особенности в Южном Бадене и на Среднем Верхнем Рейне картофельный суп едят в сезон сбора сливы по-крестьянски со сливовым пирогом. В Пфальце и Сааре картофельный суп едят как со сливовым пирогом, так и с кнедлями. В некоторых местах в Швабии картофельный суп едят с яблочным пирогом. Особо изысканный картофельный суп, для которого требовался длинный список ингредиентов, носил имя кайзера Вильгельма II. По данным Альфонса Шубека, кайзер настолько любил картофельный суп, что это простое блюдо обязательно присутствовало в меню даже самых праздничных обедов при германском дворе.
Во время предвыборной кампании 2009 года федеральный канцлер Ангела Меркель на канале RTL сообщила, что умеет готовить картофельный суп и любит настоящий айнтопф.